# PRR-Klasse DD1
Die Klasse DD1 der Pennsylvania Railroad (PRR) waren elektrisch angetriebene Doppellokomotiven mit der Achsfolge 2’B+B2’, deren Stromversorgung über eine von oben bestrichene 650 V-Stromschiene erfolgte. Vor dem Bau der Lokomotiven wurden Fahrdynamik-Versuche durchgeführt, um die geeignete Bauart zu ermitteln.

## Geschichte
Anfang des 20. Jahrhunderts beschoss die PRR unter der Leitung von Alexander Cassatt den Bau der Pennsylvania Station in Manhattan. Dieser unterirdische Personenbahnhof wurde mit Tunneln unter dem Hudson River und dem East River an das Eisenbahnnetz angeschlossen, so dass eine durchgehende Eisenbahnverbindung von Washington, D.C.–New York City–Boston, der Northeast Corridor entstand. Cassatt war beeindruckt von der Sauberkeit in dem kurz zuvor eröffneten Gare d’Orsay in Paris, wo elektrische Züge mit Stromversorgung aus der dritten Schiene  verkehrten, sodass dieses System auch in New York verwendet werden sollte.
Im Jahr 1905 wurden zwei Versuchslokomotiven gebaut:
| Nummern | Klasse | Hersteller               | Achsformel       | Antrieb                      | Bild |
| ------- | ------ | ------------------------ | ---------------- | ---------------------------- | ---- |
| 10001   | AA1    | PRR Altoona Westinghouse | Bo’Bo’ (Bo’–Bo’) | Tatzlager-Antrieb            |      |
| 10002   | AA1    | PRR Altoona Westinghouse | Bo’Bo’ (Bo’–Bo’) | Tatzlager-Antrieb, Achsmotor |      |

Die Lokomotive 10002 hatte ein Drehgestell mit Tatzlager-Antrieb und eines mit Achsmotoren. Bei Versuchsfahrten auf der Long Island Rail Road (LIRR) zeigten beide Lokomotiven schlechte Laufeigenschaften bei höheren Geschwindigkeiten: sie schlingerten im Gleis und machten starke Querbewegungen. Es wurde deshalb 1907 eine dritte Versuchslokomotive gebaut:
| Nummern | Klasse | Hersteller           | Achsformel | Antrieb                            | Bild |
| ------- | ------ | -------------------- | ---------- | ---------------------------------- | ---- |
| 10003   | Odd D  | Baldwin Westinghouse | 2’B        | Achsmotoren mit Hohlwellen-Antrieb |      |

Um die Fahrdynamik der verschiedenen Lokomotiven zu untersuchen, wurde 1907 bei Franklinville NJ an der West Jersey and Seashore Railroad (WJ&S) eine Versuchsanordnung aufgebaut. Die WJ&S war eine Tochtergesellschaft der PRR. Dazu wurden 80 Schwellen präpariert, um die auf die Schienen wirkenden Kräfte aufzuzeichnen. Dies erfolgte mittels einer gehärteten Stahlkugel in jeder Schwelle, welche von der Querbiegung der Schiene gegen eine Metallplatte gedrückt wurde. Die Tiefe des Kugeleindrucks war ein Maß für die Querbiegung der Schiene.
Mit den oben aufgeführten Lokomotiven wurden auch zwei Dampflokomotiven der PRR und eine Elektrolokomotive von New Haven untersucht. Die Elektrolokomotive der Klasse EP-1 hatte die Achsfolge Bo’Bo’, die Drehgestelle waren im Gegensatz zu den Lokomotiven 10001 und 10002 nicht miteinander kurzgekuppelt. Damit die Wechselstromfahrzeuge auf der WJ&S verkehren konnten, wurde ihnen ein Umformerwagen mitgegeben. Die Messungen wurden sowohl auf einem geraden Streckenabschnitt, wie auch in einem Bogen von 1750 m Radius durchgeführt. Die Messstrecke war jeweils 50 m lang.
| Klasse             | Hersteller  | Achsformel | Bild |
| ------------------ | ----------- | ---------- | ---- |
| PRR D16b 6032      | PRR Altoona | 2’B        |      |
| PRR E2 6020        | PRR Altoona | 2’B1’      |      |
| New Haven EP-1 028 | Baldwin     | Bo’Bo’     |      |

Die fahrdynamischen Versuche mit den sechs oben genannten Lokomotiven, führten zu folgendem Ergebnis:
- die Dampflokomotiven und die 10003 zeigten gute Laufeigenschaften bei allen Geschwindigkeiten und in beiden Testabschnitten
- die EP-1 der New Haven neigte im geraden Gleis zum Schlingern. Die Lokomotiven dieser Reihe wurden deshalb später mit zusätzlichen Laufachsen ausgerüstet, wodurch sich die Achsfolge (1’Bo)(Bo1’) ergab.
- die 10001 und die 10002 schnitten mit Abstand am schlechtesten ab. Sie schlingerten auf beiden Teststrecken stark und übten im Vergleich zu den Dampflokomotiven doppelt so große Querkräfte auf die Schienen aus.

Die Ingenieure verwarfen deshalb die Idee einer Drehgestelllokomotive. Sie ordneten die guten Laufeigenschaften der 10003 der asymmetrischen Achsfolge und der hohen Schwerpunktlage zu. Sie gaben deshalb der America-Achsfolge 2’B den Vorrang. Um höhere Zugkräfte zu erreichen, wurden zwei 2’B-Einheiten Rücken an Rücken mit Kurzkupplung verbunden. Der Hohlwellen-Antrieb mit Achsmotoren der Odd D wurde nicht übernommen und dafür der billigere Schrägstangenantrieb eingebaut. Die DD1 mussten nach Pflichtenheft in der Lage sein, 800-t-Reisezüge über die 18 ‰-Rampen in den New Yorker Tunnel zu befördern.

## Betrieb
Die insgesamt 33 Doppellokomotiven wurden vor allem auf der Tunnelstrecke unter dem Hudson River zwischen den Bahnhöfen Manhattan Transfer und der Pennsylvania Station in New York City eingesetzt. Der erste mit einer DD1 bespannte reguläre Reisezug verließ am 27. November 1910 die Penn Station.
Die Lokomotiven hatten einen beneidenswerten Ruf bezüglich Leistungsfähigkeit und geringen Unterhaltskosten. In den ersten vier Jahren legten die Lokomotiven 6,3 Millionen km zurück und verursachten lediglich 45 Ausfälle auf der Strecke, die 271 Verspätungsminuten verursachten. Die Unterhaltskosten waren in den ersten vier Jahren lediglich 2,2 Cents per Kilometer.
Ab 1924 wurden die neuen Lokomotiven der Klasse L5 abgeliefert, sodass 23 Lokomotiven der Reihe DD1 zur von der PRR betriebenen Long Island Rail Road (LIRR) abgegeben wurden, wo sie die Betriebsnummern 338 bis 360 erhielten. Die meisten DD1 der LIRR wurden in den Jahren 1949 bis 1951 abgestellt und verschrottet.
Im Jahre 1933 wurde der Oberleitungsbetrieb in den Tunneln von New York aufgenommen, so dass die mit GG1 bespannten Schnellzüge direkt in die Penn Station verkehren konnten. Einige der bei PRR verbliebenen DD1 wurden weiterhin eingesetzt, um Leerreisezüge zwischen der Penn Station und dem Betriebshof Sunnyside Yard in Queens zu befördern.
Die letzten beiden DD1 wurden in den 1960er Jahren ausgemustert, wobei die Lok mit den Hälften 3936 und 3937 an das Railroad Museum of Pennsylvania abgegeben wurde und im National Register of Historic Places als Denkmal eingetragen ist.

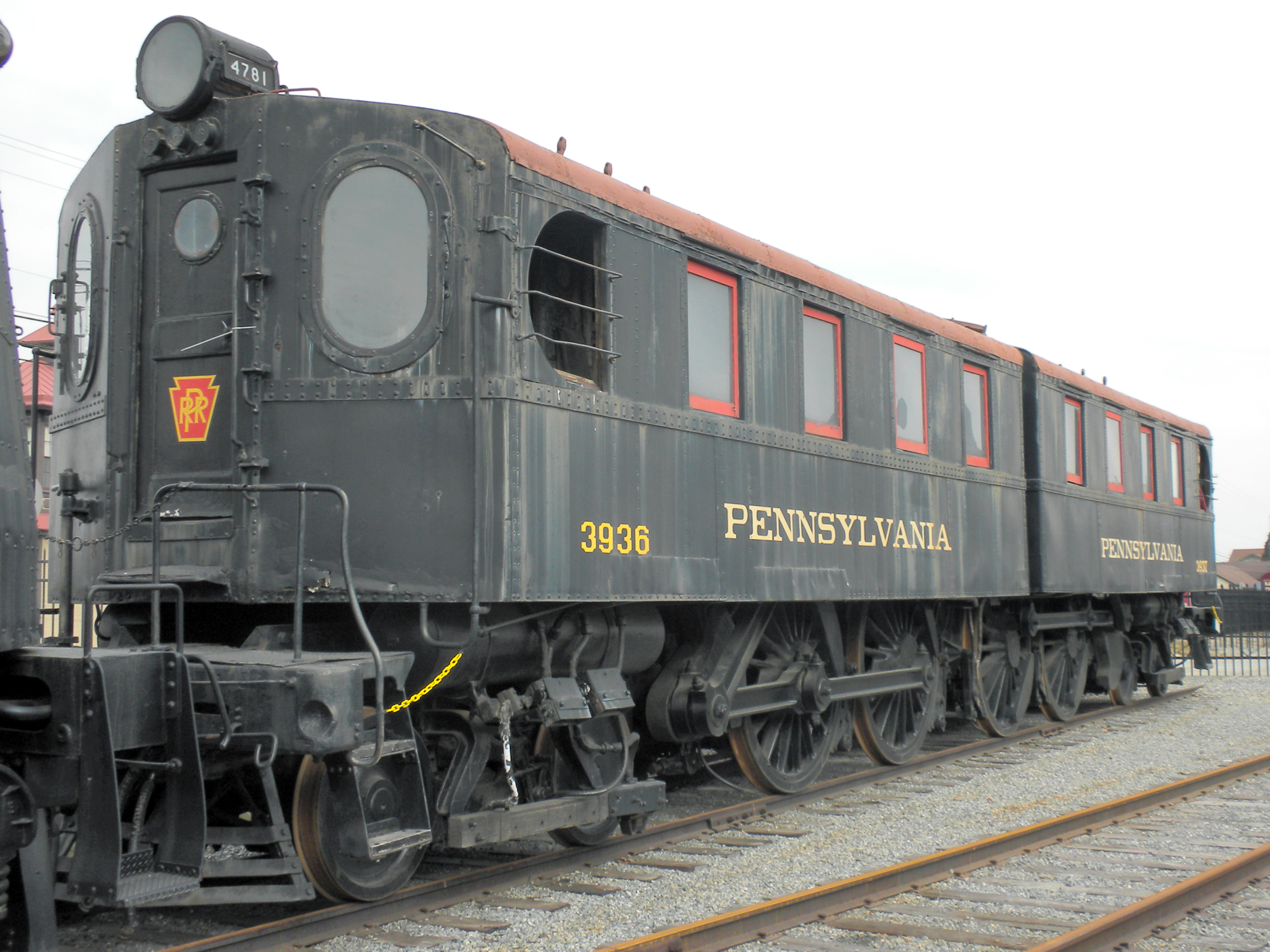
PRR 3936 und 3937
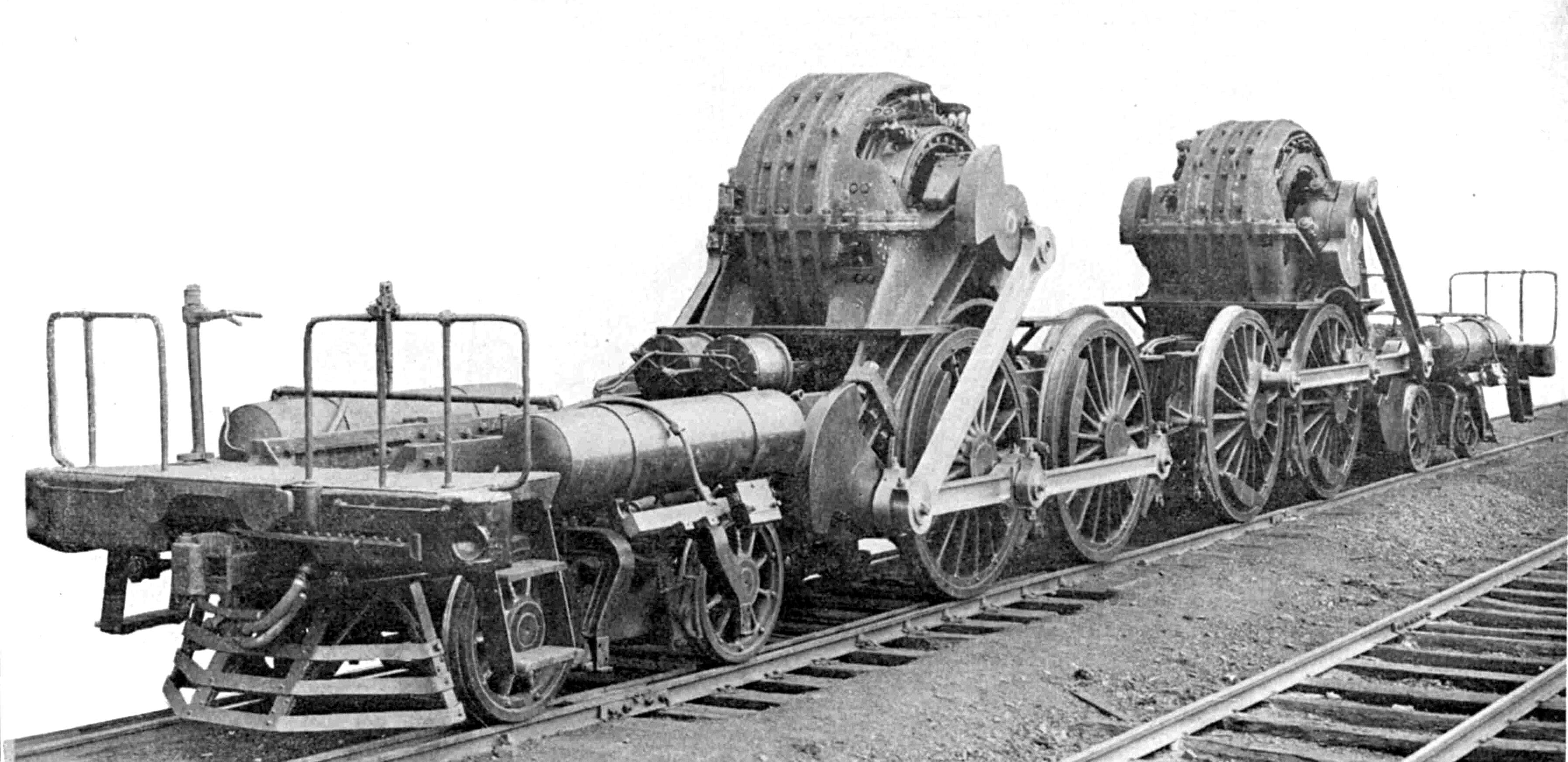
Rahmen mit Fahrmotoren und Stangenantrieb
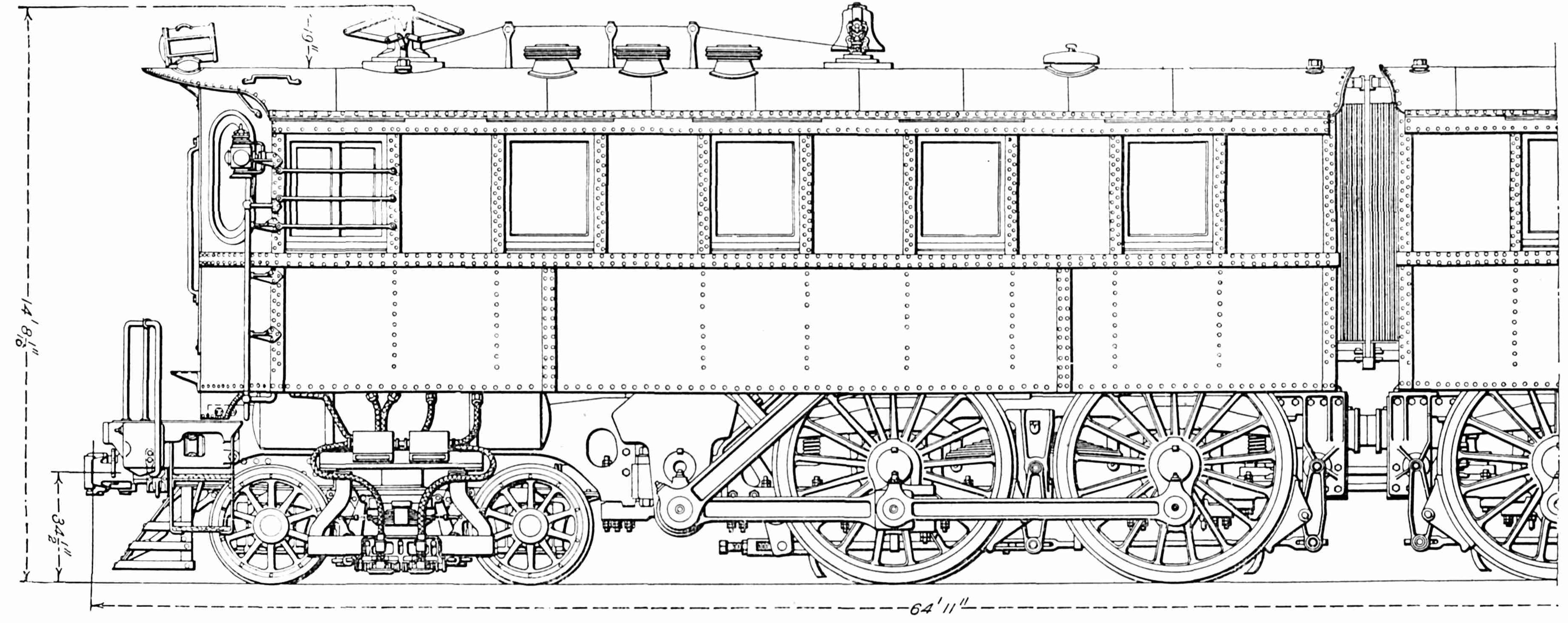
Seitenansicht, Skizze
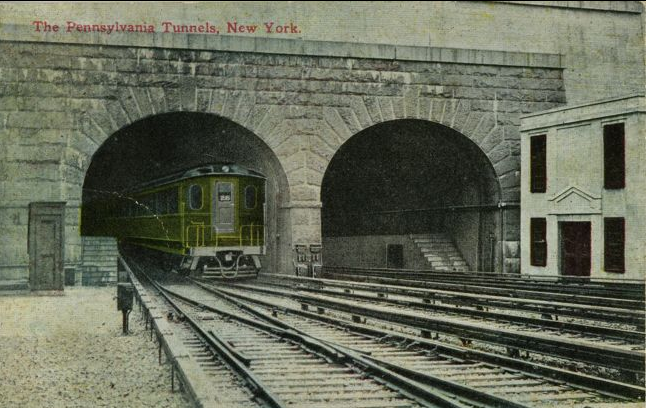
Tunnelausfahrt Pennsylvania Station

## Technik
Die Maschinen bestanden aus je zwei kurzgekuppelten Hälften mit je zwei im Rahmen gelagerten Kuppelachsen und einem führenden Laufdrehgestell. Der hochliegende, langsamlaufende 315-A Fahrmotor von Westinghouse trieb beide Kuppelachsen über einen Schrägstangenantrieb mit Blindwelle und 90° Kurbelversatz  an. Die elektrische Ausrüstung von Westinghouse war auf einem tragenden Bodenrahmen aufgebaut. Für die Wartung konnte der Lokkasten samt den Führerständen abgehoben werden.
Die Laufdrehgestelle trugen beidseitig die Stromabnehmer für die von oben bestrichenen Stromschienen. Die Motorleistung erlaubte eine Geschwindigkeit von 85 mph bzw. 137 km/h, die reguläre, den betrieblichen Erfordernissen angepasste Fahrgeschwindigkeit war demgegenüber maximal 40 mph bzw. 65 km/h.
Die Einstiege zu den Führerständen befanden sich an den mit offenen Endbühnen ausgestatteten Stirnseiten. Zusätzlich gab es dort für das Personal offene Übergänge zum Wagenzug.